# Michel Brault

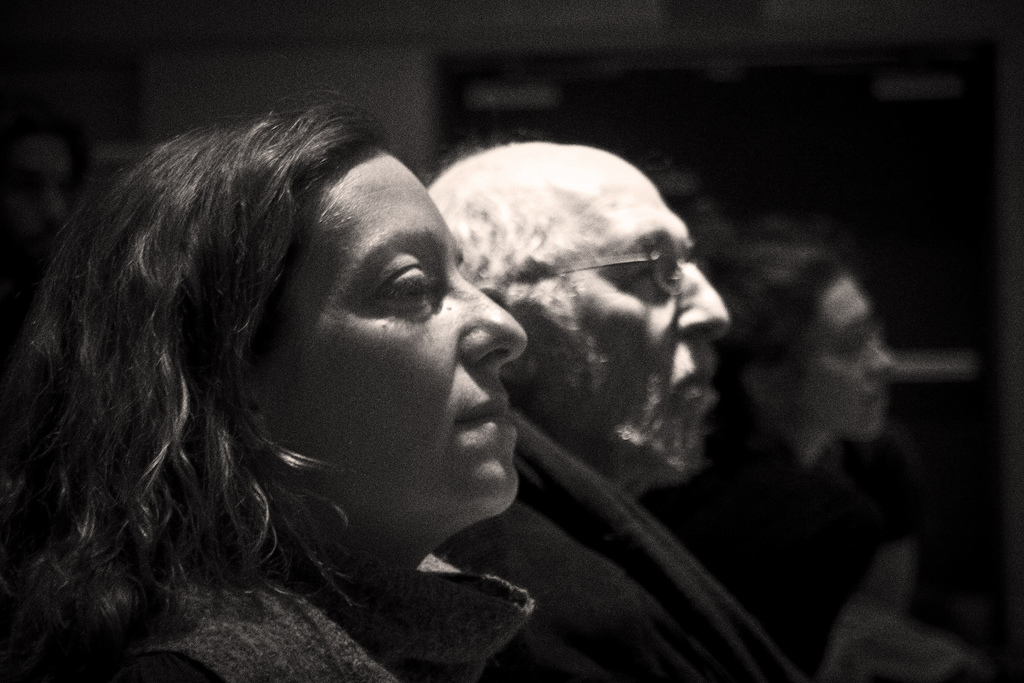
Michel Brault und Jennifer Alleyn

Michel Brault, OQ (* 25. Juni 1928 in Montréal, Québec; † 21. September 2013 in Toronto) war ein kanadischer Kameramann und Filmregisseur.

## Leben und Leistungen
In Kanada arbeitete Brault mit dem Regisseur Claude Jutra zusammen. In Kalifornien traf er 1959 den französischen Regisseur Jean Rouch, woraus das Cinéma vérité entstand. In Europa widmete er sich dem Direct Cinema, einer Form des Dokumentarfilms. Von 1956 bis 1965 war er beim National Film Board of Canada, danach gründete er Nanouk Films.
Über 70 Filme zählen zu seinen Werken als Kameramann und über 20 Filme tragen den Stempel seiner Regie. Außerdem wirkte er als Drehbuchautor, Filmproduzent, Filmeditor und Art Director. Im Actionfilm Gnadenlos (No Mercy) (1986) mit Richard Gere und Kim Basinger stand er hinter der Kamera.

## Auszeichnungen und Ehrungen
- 1980: Molson Prize
- Genie Awards für seine Kameraführung erhielt Brault im Jahr 1981 für Weg mit Schaden (Les Bons débarras) und 1983 für Herzchirurg Dr. Vrain (Threshold).
- Bei den Internationalen Filmfestspielen von Cannes 1975 gewann er für Ausnahmezustand (Les Ordres) in der Kategorie Beste Regie. Verschiedene weitere Preise ehren sein Werk.
- 2003: OQ
- Beim Prix Jutra 2005 wurde er in einer Hommage gewürdigt.
- Beim Toronto International Film Festival 2007 im September 2007 wird sein Schaffen in einer kanadischen Retrospektive gezeigt.

## Filmografie

### Kameramann (Auswahl)
- 1956: La Communauté juive de Montréal
- 1958: Les Raquetteurs
- 1964: Alles in Allem (À tout prendre)
- 1973: Kamouraska – Eine mörderische Liebe (Kamouraska)
- 1974: Ausnahmezustand (Les Ordres)
- 1979: Der Schrei aus der Stille (Mourir à tue-tête)
- 1980: Weg mit Schaden (Les Bons débarras)
- 1981: Herzchirurg Dr. Vrain (Threshold)
- 1986: Gnadenlos (No Mercy)
- 1987: Im großen Land der kleinen Leute (The Great Land of Small)
- 1988: Daffy und der Wal (La Grenouille et la baleine)
- 2000: Anne Hébert

### Filmregisseur (Auswahl)
- 1958: Les Raquetteurs
- 1967: Zwischen den Welten (Entre la mer et l'eau douce)
- 1974: Ausnahmezustand (Les Ordres)
- 1985: A Freedom to Move
- 1989: Scheinehe (auch: Hochzeit auf Widerruf) (Les Noces de papier)
- 1991: Montréal vu par... (Segment La Dernière partie)
- 1994: Shabbot Shalom
- 1994: Meine Freundin Max (Mon amie Max)
- 1996: Ozias Leduc, comme l’espace et le temps
- 1999: Quand je serai parti... vous vivrez encore

### Drehbuchautor
- 1963: Pour la suite du monde
- 1967: Entre la mer et l'eau douce
- 1974: Ausnahmezustand (Les Ordres)
- 1991: Montréal vu par... (Segment La Dernière partie)
- 1999: Quand je serai parti... vous vivrez encore

### Filmproduzent
- 1980: Le Coq de clocher
- 1984: Zarico
- 1985: A Freedom to Move
- 1987: Le Lys cassé
- 1995: Erreur sur la personne

### Filmschnitt
- 1961: La Lutte
- 1967: Entre la mer et l'eau douce
- 1969: Éloge du chiac

### Art Director
- 1949: Mouvement perpétuel